# Кенгерли, Мехмед
Мехмед Кенгерли (тур. Mehmet Kengerli, азерб. Məhəmməd Kəngərli; 10 января 1914, Шуша, Кавказское наместничество — 17 августа 2006, Анкара) — руководитель Азербайджанского национального центра, эмигрант, личный врач Мамед Эмина Расулзаде. С 14 лет являлся членом молодёжной организации партии «Мусават». В 1939 году участвовал в советско-финляндской войне. Позже, во время Второй мировой войны, попал в плен к немцам и служил военным врачом в Азербайджанском легионе.

## Жизнь и деятельность
Мехмед (в азербайджанский источниках Мухаммед) Кенгерли родился 10 января 1914 года в Шуше. В 1928 году, в возрасте 14 лет, он стал членом молодёжной организации партии «Мусават». После окончания средней школы в 1933 году поступил на русское отделение медицинского факультета Бакинского государственного университета, а затем поступил в Ленинградскую военную академию, которую окончил в 1939 году. После окончания академии участвовал в советско-финляндской войне в качестве военного врача. Вместе с медсанбатом попал в плен к финнам. Через год, при обмене пленными, Кенгерли вернули в Советскую армию.
В 1942 году во время Второй мировой войны попал в плен к немцам. После пленения работал военным врачом в Азербайджанском легионе. Кенгерли, живший в тяжёлых условиях в Германии после Второй мировой войны, в 1952 году приехал в Турцию и работал в Азербайджанском национальном центре и Азербайджанском Культурном Ассоциации в Анкаре. Женился в 1954 году. С 1952 по 1979 год работал главным врачом в различных больницах Министерства здравоохранения и социальной помощи Турции, директором по здравоохранению, заместителем генерального директора Общества Красного Полумесяца, а также советником посольства Турции в Бонне. В 1963 году он отправился на Кипр и основал там госпиталь Красного Полумесяца. В 1971 году от имени Красного Полумесяца отправился в Кашмир в зону боевых действий между Индией и Пакистаном. За свою работу там неоднократно награждался почётными медалями. Позже работал в Турции главой Ассоциации памятников. Часто выступал с посвящёнными национальной борьбе статьями в издававшемся в Анкаре журнале «Азербайджан». Ушёл из жизни 17 августа 2006 года в Анкаре.